# Red Bay
Red Bay är ett fiskeläge och var förr en baskisk valfångststation vid Labradorhalvöns södra kust i provinsen Newfoundland and Labrador, Kanada. Mellan 1550 och början av 1600-talet var Red Bay ett betydande baskiskt valfångstområde. Tre baskiska valfångsgaleoner och fyra mindre båtar som användes finns i viken. Upptäckten av dessa fartyg gör Red Bay till en av de främsta undervattensarkeologiska platserna i Amerika. Sedan juni 2013 är Red Bay ett världsarv.

## Geografi
Red Bay, "röda viken", är en naturhamn inne i den vik som gett orten dess namn, båda namnen kommer av regionens röda granitklippor. Då hamnen har ett skyddat läge användes den under Andra världskriget som en förtöjningsplats för marina fartyg. I viken finns öarna Penney Island och Saddle Island, vilka användes av baskerna under deras valfångstverksamhet. Lägen efter det sjunkna fartyget San Juan är nära Saddle Island.

## Historia

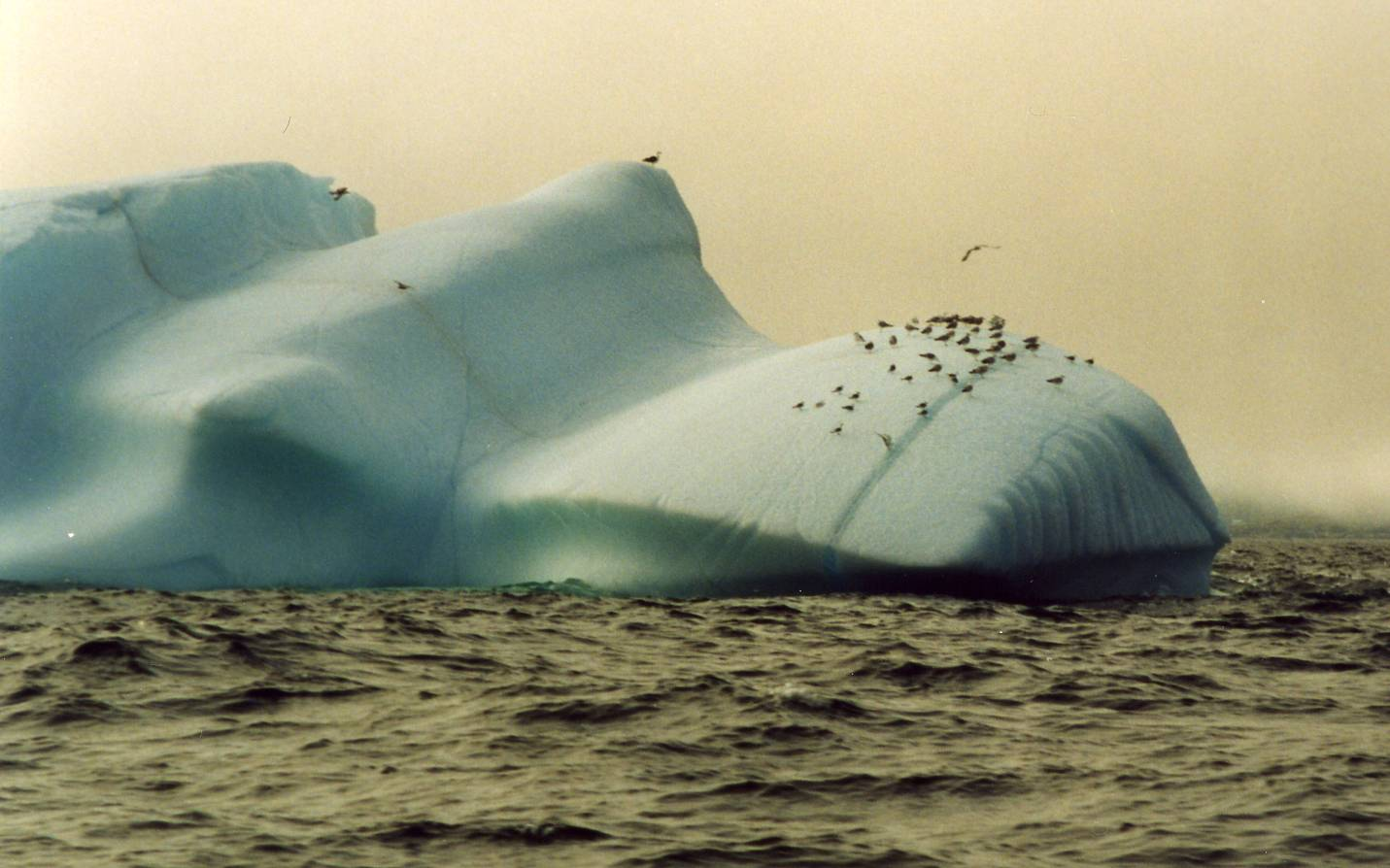
Ett isberg utanför Red Bays kust.

Mellan 1550 och början av 1600-talet, kom Red Bay, bli känt som Balea Baya (Valbukten), och var centrum för det baskiska folkets valfångstverksamhet. sjömän från södra Frankrike och norra Spanien sände 15 valfångstfartyg och 600 man varje säsong till denna avlägsna utpost vid Belle Isle-sundet för att försöka fånga rätvalar och Grönlandsvalar som levde i vattnen där, enligt Memorial University of Newfoundland.
1565, sjönk ett fartyg, som tros vara skeppet San Juan, i vattnen utanför Red Bay under en storm. Andra, mindre fartyg har också hittats i vattnen.
En galeon hittades cirka 10 meter under vattenytan 2004. Det var den fjärde transatlantiska fartyget som hittats i området.
En begravningsplats på Saddle Island hyser lämninarna efter 140 valfångare. Många begravda där tros ha dött genom drunkning och utsatthet av väder och vind.
Historiker tror att en nedgång i valfångsterna så småningom ledde till att valfångsstationen i Red Bay övergavs. Idag finns ett informationscenter som berättar om samhällets historia för besökare.
Lokala legender i Red Bay talar om en gömd skatt begravd i Pond on the Hill 51°43′43″N 56°26′56″V / 51.72861°N 56.44889°V vid foten av Tracey Hill av den ökända kaptenen William Kidd. Försök att hitta skatten gjordes av invånare från Carrol Cove genom att dränera bort vattnet i dammen. Försöket misslyckades.
Red Bay har fått status som National Historic Site of Canada, och sedan 2013 är den ett av Kanadas världsarv.

## Demografi
| Befolkning 2001                  | 264    |
| Befolkningsförändring sedan 1996 | -4,1 % |
| Medianålder                      | 39.6   |
| Antal familjer                   | 80     |
| Antal gifta par                  | 65     |
| Total antal bostadshus           | 90     |
| Katoliker                        | 3,8%   |
| Protestanter                     | 77,3%  |
| Landareal (km²)                  | 1.58   |

Source: Statistics Canada 2001 Census

### Sevärdheter

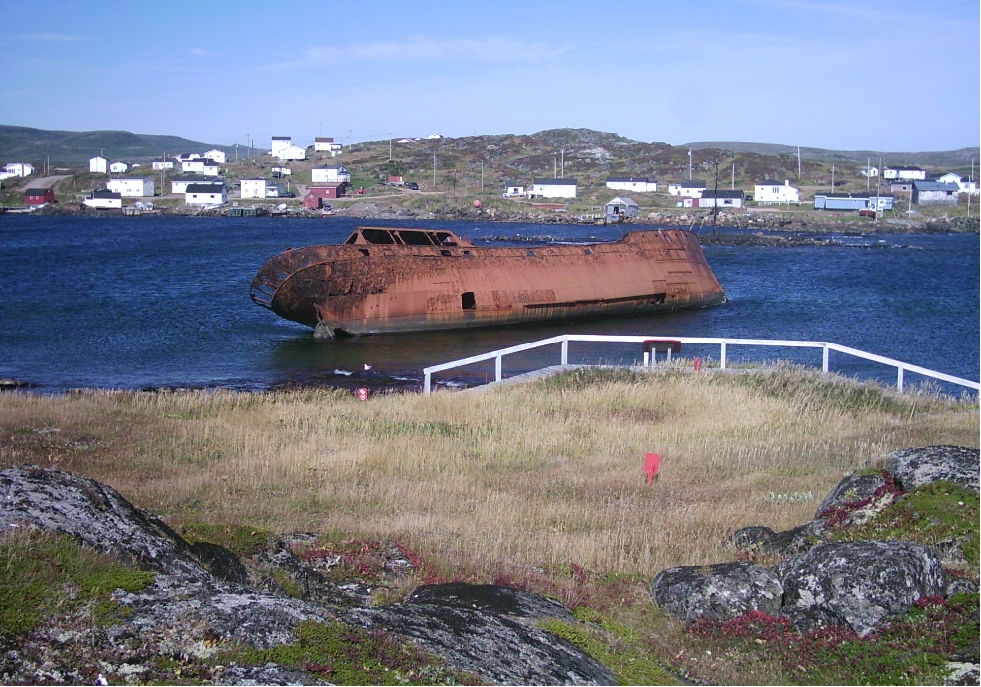
Baskiska valfångststationen på Saddle Island. Fartyget San Juans läge är nära vraket Bernier som grundstötte 1966.

- Baskiska valfångststationer
- Isberg och valsafari
- Vandring
- Lokal underhållning och matkultur
- Fiske